# 1807 в Україні

## Особи

### Народились
- 23 лютого, Феоктист (Блажевич) (1807—1879) — церковний діяч, митрополит Буковини.
- 24 березня, Тройницький Олександр Григорович (1807—1871) — громадський і державний діяч Російської імперії, статистик, педагог, редактор.
- 26 травня, Григорій (Миткевич) (1807—1881) — український релігійний діяч в Росії і Татарстані, архієпископ Калузький і Боровський безпатріаршої РПЦ. Фактично перезаснував монастир Оптина пустинь.
- 2 червня, Сошенко Іван Максимович (1807—1876) — український маляр і педагог. Один із найближчих друзів Тараса Шевченка, взяв активну участь у його визволенні з кріпацтва.
- 22 червня, Алоїзій Рейхан (1807—1860) — польський художник, портретист, літограф.
- 27 червня, Печерін Володимир Сергійович (1807—1885) — російський письменник, еллініст, релігійний мислитель, священик-редемпторист.
- 30 червня, Александр Кароль Гроза (1807—1875) — українсько-польський поет епохи романтизму, ще менш відомий як художник. Представник «української школи» в польській літературі.
- 5 жовтня, Ігнатій Головинський (1807—1855) — польський римо-католицький єпископ, могильовський архієпископ, професор Київського Університету і потім у Санкт-Петербурзькій Духовній Академії, апологет, патролог, письменник і перекладач.
- 12 жовтня, Орловський Михайло Якимович (1807—1887) — православний священик, краєзнавець.
- 6 листопада, Кароль Антоневич-Болоз (1807—1852) — польський поет та письменник вірменського походження, католицький священик, член ордену єзуїтів.
- 15 листопада, Петров Йосип Опанасович (1807—1878) — український співак (бас), один з основоположників української та російської вокально-сценічної школи.
- 17 листопада, Капущак Іван (1807—1868) — український громадсько-політичний діяч Галичини.
- 20 грудня, Лозинський Йосип Іванович (1807—1889) — український галицький етнограф, мовознавець, публіцист, діяч українського національного відродження, священик УГКЦ.
- Балудянський Андрій (1807—1853) — педагог, церковний історик Підкарпатської Русі.
- Завадовський Йосиф (1807—1879) — священик УГКЦ, громадсько-політичний діяч, посол Галицького сейму.
- Закревський Віктор Олексійович (1807—1858) — поміщик, ротмістр у відставці, знайомий Тараса Шевченка.
- Тихоцький Сергій Георгійович (1807—1872) — генерал-майор Російської імператорської армії, учасник російсько-турецької (1828—1829) і Кримської (1853—1856) воєн. Директор Полтавського Петровського кадетського корпусу.
- Ценґлевич Каспер (1807—1886) — польський і український поет-романтик і громадсько-політичний діяч у Галичині.

### Померли
- Гулик Мокій Семенович (1728—1807) — військовий діяч.

## Засновані, створені
- Церква Всіх Святих (Миколаїв)
- Державний музей природи Харківського національного університету ім. В. Н. Каразіна
- Бобровий Кут
- Гриньки (Лановецький район)
- Заповіт (село)
- Калинівське (смт)
- Кислиця (село)
- Коса (Болградський район)
- Красносілка (Лиманський район)
- Маразліївка (Маразліївська сільська громада)
- Наталівка (Запорізький район)
- Саївка (П'ятихатський район)
- Темрюк (Нікольський район)
- Червоний Яр (Кілійський район)
- Чорненкове